# Ragazzi Llewelyn Davies
I fratelli Llewelyn Davies erano i figli di Arthur (1863-1907) e Sylvia Llewelyn Davies (1866-1910). Furono ispirazione per i personaggi di Peter Pan e di altre opere di J. M. Barrie. Barrie divenne il loro tutore dopo la morte dei genitori e furono pubblicamente associati dall'autore a Peter Pan. I tre più vecchi servirono nell'esercito britannico nella prima guerra mondiale. Due fratelli morirono poco più che ventenni (uno in combattimento, l'altro per annegamento), e un terzo si suicidò all'età di 63 anni.

## La famiglia
I fratelli erano:
- George (1893-1915)
- John, detto 'Jack' (1894-1959)
- Peter (1897-1960)
- Michael (1900-1921)
- Nicholas, detto  'Nico' (1903-1980)

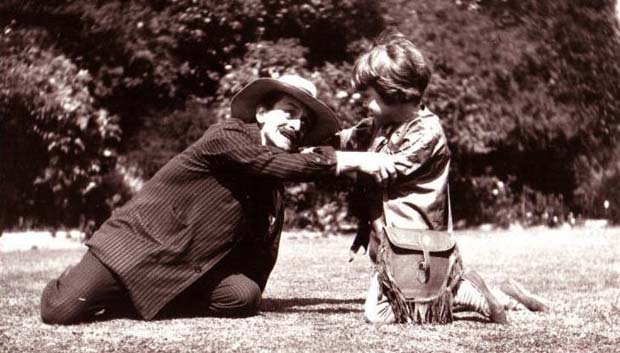
James Barrie gioca col piccolo Michael Llewelyn Davies

I bambini sono nati e cresciuti a Paddington e Notting Hill, aree di Londra. 
I loro genitori erano un avvocato e la figlia di un fumettista di successo e scrittore, e i ragazzi godevano di una confortevole vita della classe media in una famiglia con servitori. 

### La famiglia della madre
La madre, Sylvia "Jocelyn" Llewelyn Davies, nacque (come Sylvia du Maurier), in Inghilterra il 25 novembre 1866 e morì nello stesso paese, a Devon, il 27 agosto 1910.

Sylvia era figlia del vignettista e scrittore George du Maurier e di sua moglie Emma Wightwick; sorella maggiore di Gerald du Maurier, zia delle scrittrici Angela e Daphne du Maurier, cognata di Margaret Llewelyn Davies e bisnipote dell'amante reale del Principe Federico, Duca di York e Albany Mary Anne Clarke.

Sylvia si fidanzò nel 1889 con il giovane avvocato Arthur Llewelyn Davies, che avrebbe poi sposato nel 1892.

## L'incontro con Barrie
Nel 1897 i ragazzi Llewelyn Davies conobbero il drammaturgo e scrittore James Matthew Barrie, che per primo incontrò George, Jack e Peter a Kensington Gardens durante le uscite con la loro tata Mary Hodgson. Inizialmente li intratteneva con scherzi giocosi e raccontando le sue storie; via via divenne parte della loro vita tanto da esserne chiamato "zio Jim".
Nel 1898, a sua volta la loro madre, Sylvia Davies, conobbe Barrie ad una cena, scoprendo che egli era già amico di tre dei suoi figli dalle loro visite regolari ai Kensington Gardens. Lei e Barrie diventarono intimi (egli adottò il nomignolo di "Jocelyn" per lei), trascorrendo insieme un tempo considerevole alla casa dei Davies, e la famiglia accompagnava Barrie e sua moglie in vacanza. Sylvia incoraggiò l'amicizia tra Barrie e i suoi figli.
I giovanissimi Llewelyn Davies fornirono l'ispirazione per il personaggio di Peter Pan, introdotto nel romanzo The Little White Bird, nel 1902, e per i personaggi sia dei "Bimbi sperduti" dell'Isola che non c'è, sia dei fratelli di Wendy Darling.
Durante il corso di questo periodo della loro vita, Barrie produsse un album contenente le fotografie con i bambini: la prima copia venne perduta durante un viaggio in treno mentre la seconda e ultima restante è conservata nella libreria dell'Università di Oxford.

Nel 1904, l'anno in cui debuttò la commedia Peter e Wendy, la famiglia Davies si trasferì fuori Londra in Egerton House, una residenza elisabettiana a Berkhamsted, nel Hertfordshire.

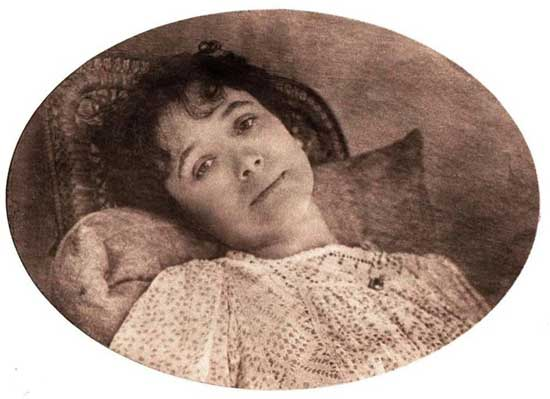
Sylvia Llewelyn Davies, fotografata da J.M. Barrie nel 1898

Quando il marito morì nel 1907 per un sarcoma salivare alla guancia, Sylvia Davies accolse il sostegno finanziario ed emotivo di Barrie, sia per se stessa che per i suoi figli. Dopo il divorzio di Barrie, lui e Sylvia rimasero intimi, ma non si sposarono mai. 

Sylvia si ammalò di un tumore inoperabile al petto e morì nel 1910. Precedentemente alla morte, aveva espresso per iscritto il suo desiderio che la bambinaia dei suoi bambini, Mary Hodgson, continuasse a prendersene cura, nonché la consapevolezza che Barrie avrebbe continuato a provvedere per loro, cosa che egli fece anche con un sostegno finanziario. Come tutori dei figli, la Davies nominò Barrie, insieme alla propria madre Emma du Maurier, al proprio fratello Guy du Maurier, ed al fratello di Arthur, Crompton Llewelyn Davies. Dopo la morte della madre, Barrie disse ai bambini che erano stati fidanzati, ma Jack e Peter in seguito espressero scetticismo su tale relazione.

Mary Hodgson continuò a prendersi cura di loro, fino a quando l'attrito intanto degenerato con Barrie e un confronto con la neo-sposa di Jack la portarono a consegnare le sue dimissioni quando i ragazzi erano ormai adolescenti e ventenni.

## Da adulti
All'ingresso del Regno Unito nella prima guerra mondiale, Jack era già nella Royal Navy, George e Peter si arruolarono nel British Army: George venne ucciso in azione nel 1915. Michael annegò con un amico vicino all'Università di Oxford nel 1921. Peter, afflitto dalla sua identificazione permanente come "il vero Peter Pan" e altri problemi personali, si suicidò nel 1960. Dei due rimasti, Jack morì per una malattia mentre Nicolas di vecchiaia. Dei figli che i giovani ebbero  Barrie fu quasi sempre il padrino di battesimo. Nicolas tra l'altro collaborò alla produzione della miniserie che parlava proprio della sua vita, The Lost Boys.

## Altre opere
- Nella miniserie del 1978 della BBC The Lost Boys, Sylvia fu interpretata da Ann Bell; fu interpretata da Kate Winslet nel film del 2004 Neverland - Un sogno per la vita.

- Peter Llewelyn Davies fu l'editore del libro di sua nipote Daphne du Maurier sul loro nonno, The Young George du Maurier, letters 1860–1867 (1951).